# Reus Deportiu
|  | No s'ha de confondre amb Club de Futbol Reus Deportiu. |

El Reus Deportiu és un club esportiu de Reus, al Baix Camp, fundat l'any 1909. És especialment conegut per la seva secció d'hoquei patins, guanyadora de vuit Copes d'Europa entre altres títols.

## Història[calcitació]
És constituït oficialment el 23 de novembre de 1909 amb el nom de Club Deportiu. La primera seu fou el velòdrom del final del carrer de Sant Joan, i el 1912 començaren a utilitzar-se uns terrenys de la carretera de Salou, propietat del Tramvia. El 1917 va absorbir el Club Velocipedista i el Sport Club Reus, i va adoptar el nom de Reus Deportiu que encara conserva. Va créixer en associats però només es va desenvolupar el futbol, i les seccions de ciclisme, atletisme i boxa van desaparèixer el 1922. El 1911 va establir la seva seu a la Plaça de la Sang i el 1933 al Raval de Santa Anna.
El 1919 es va obrir un camp d'esports al Camí de l'Aleixar. Un nou recinte poliesportiu es va inaugurar el 1927. El 1929 va començar a publicar el butlletí mensual Reus Deportiu, que durà fins al 1935. El 1936 el poliesportiu va canviar de nom a Casal Reusenc d'Esport i Cultura i els equips Reus Popular. El 1939 es va reconstituir i va reiniciar l'activitat el 1940 establint la seu social (l'anterior fou destruïda pels bombardejos) al Cafè d'Espanya a la Plaça del Prim. El 1951, a causa dels problemes econòmics que patia l'entitat, el futbol s'escindí en una nova entitat, el Club de Futbol Reus Deportiu. El 1953 es va traslladar al carrer de la Perla, no gaire lluny. El 1962 s'inauguraren les noves instal·lacions del pavelló d'esports del Reus. L'any 1973 el president Andreu Olesti Cabrito, un industrial químic de la localitat, va inaugurar el pavelló d'esports. Però després el club es va endeutar i, a causa d'això, va patir una crisi que el 1975 va portar a vendre part dels terrenys socials inclòs el camp de futbol on es van construir edificis (l'Edifici Olímpic per exemple). El 1977 es va obrir el nou camp de futbol al barri Solivista. Als anys 80 la crisi es va tancar amb la venda de més terrenys als constructors. El 1994 per conveni, el camp de futbol va esdevenir municipal. El 1995 va dimitir el president, el constructor Pere Vinaixa i Ollé, i va ser elegit Joan Sabater i Escudé, comerciant, ex jugador d'hoquei i polític d'UCD; el 23 de novembre de 2011 fou derrotat per només set vots de diferència per Mònica Balsells, empresària i 1a dona presidenta de l'entitat.
El Reus Deportiu té actualment onze seccions, les quals són hoquei sobre patins, escacs, atletisme, bàsquet, excursionisme, gimnàstica rítmica, patinatge artístic sobre rodes, rugbi, karate, tennis - pàdel i tennis taula. Les seves instal·lacions inclouen: sis piscines, dos jacuzzis, dues saunes, dos banys de vapor, un gimnàs de 400 m2, tres sales polivalents per activitats dirigides, una sala de cycling, una pavelló de bàsquet, cinc pistes de tennis de terra batuda, quatre pistes de pàdel, 2 pistes de futbol/polivalents, 1 palau d'esports d'hoquei amb capacitat per 2.500 espectadors, a més de sales polivalents per realitzar activitats de judo, hapkido, karate, tai-txi, patinatge artístic, gimnàstica rítmica, entre d'altres.

## Presidents[calcitació]
| - Joan Solé Anguera 1909-1913 - Josep Balsells Bofarull 1913-1916 - Pere Barrufet Puig 1916-1917 - Salvador Bonet Marsillach 1917-1918 - Joaquim Gibert Gras 1918-1919 - Joan Martorell Alegret 1919-1920 - Josep Valls Fonts 1920-1922 - Joan Domènech Mas 1922-1924 - Josep Llop Martorell 1926-1928 |  | - Antoni Martí Bages 1929-1933 - Agustí Esteve Fabregat 1933-1934 - Joan Busquets Crusat 1934-1942 - Josep Castellà Baró 1942-1943 - Antoni Sabater i Esteve 1943-1948 - Francesc Llevat Rosell 1948-1952 - Baldomer Pamies Jové 1953-1957 - Antoni Sabater Roca 1957-1959 - Josep Maria Massó Coll 1959-1966 |  | - Francesc Llevat Rosell 1966-1970 - Joan Domènech Mas 1970-1971 - Valero Camps Simó 1971-1973 - Andreu Olesti Cabrito 1973-1977 - Joan Basora Musté 1977-1986 - Pere Vinaixa Ollé 1987-1995 - Joan Sabater i Escudé 1995-2011 - Mònica Balsells i Pere 2011-actualitat |

## Entrenadors

### Hoquei patins
| - 1940-1975: desconegut - Manel Boronat Roig (1975-76) - Ubide (?-1979-?) - Joan Rovira Palau (1982-84¿?) - Joan Vila (?-1986-?) - Catxo Ordeig (??) - Josep Llonch i Rafecas (1993-?) - Roc Mestres (1993-1994) - Joan Antoni Zabalia i Malla (1994-1996) - Jordi Gómez (1997-1999) - Miquel Umbert (1999-2000) | - Josep Maria Barberà (2000-2001) - Manel Barceló (2001-2004) - Lluís Galbas (2004-2005) - Jordi Camps (2005-2006) - Albert Folguera (2006) - Manel Barceló (2006-2008) - Carlos Figueroa (2008-2009) - Alejandro Domínguez (2009-2015) - Enrico Mariotti (2015-2017) - Jordi Garcia (2017-) |

## Jugadors destacats[calcitació]

### Hoquei patins
| - Jordi Adroher i Mas - Francesc Alabart i Sedó - Plàcid Alegret i Sariñena - Gabriel Cairo Valdivia - Xavier Caldú i Pintado - Albert Casanovas i Vázquez - Alejandro Dominguez Izurriaga - Santiago Garcia i Arnalot | - Jordi Garcia i Rosselló - Josep Giralt i Ciurana - Marc Gual i Rosell - Francesc Xavier Ibarz i Alegria - Pere Magriñà i Cavallé - Raül Marín i Martín - Jordi Molet i Canal - Roger Molina i Portugal | - Joan Orpinell i Queraltó - José Luis Páez Picón - Matías Platero - Josep Maria Rabassa i Basora - Joan Sabater i Miralles - Joan Sabater i Escudé - Joan Salvat Carbó - Joan Salvat i Llavore | - José Antonio Sánchez Álvarez - Josep Maria Selva i Cristià - Lluís Teixidó i Sala - Guillem Trabal i Tañá - Joan Carles Vadillo i de Haro - Joaquim Vilallonga i Renom - Joan Maria Vilallonga i Renom - Joan Antoni Zabalia i Malla |

## Palmarès

### Hoquei patins
Campionats internacionals
- 8 Copes d'Europa:
  - 1966/67, 1967/68, 1968/69, 1969/70, 1970/71, 1971/72, 2008/09, 2016/17[5]
- 1 Recopa d'Europa:
  - 1984[5]
- 2 Copes de la CERS:
  - 2003, 2004[5]
- 1 Copa Continental:
  - 2008-09[6]
- 1 Campionat del Món de Clubs:
  - 2008[7]
- 1 Copa Intercontinental:
  - 2009
- 1 Petita Copa del Món de Clubs:
  - 1969[5]

Campionats estatals
- 3 Lligues Nacionals:
  - 1965/66, 1966/67, 1968/69[5]
- 5 Lligues Divisió d'Honor / OK Lliga:
  - 1969/70, 1970/71, 1971/72, 1972/73, 2010-11[5][8]
- 1 Campionat d'Espanya de 1a categoria: 
  - 1952[5]
- 8 Copes d'Espanya / Copes del Rei: 
  - 1966, 1970, 1971, 1973, 1983, 2006,[5] 2025
- 3 Supercopes espanyoles: 
  - 1983/84, 2005/06, 2019/20[5]
- 1 Campionat d'Espanya de 2a categoria:
  - 1947[5]
- 1 Lliga de Primera Divisió (2a categoria):
  - 1986/87[5]

Campionats nacionals
- 1 Campionat de Catalunya d'hoquei patins:
  - 1967[5]
- 1 Lliga catalana d'hoquei patins:
  - 2017

### Tennis Taula
- 7 Campionats provincials de Tarragona masculins:
  - 1967, 1968, 1969, 1972, 1973, 1974, 1975